# I'm Sorry I Made You Cry
〈I'm Sorry I Made You Cry〉는 제1차 세계 대전에 만들어진 노래로, N.J. 셀시가 작곡하였다. 1918년 뉴욕의 레오 파이스트 주식회사에서 출판하였다. 악보의 표지는 한 군인이 한 여자를 포옹하는 모습을 묘사하고 있다.

## 영화에서의 사용
- 알리스 페이가 로즈 오브 워싱턴 스퀘어(1939)에서 불렀다.[2]

### 참고 문헌
- Parker, Bernard S. World War I Sheet Music 1. Jefferson: McFarland & Company, Inc., 2007. ISBN 978-0-7864-2798-7. OCLC 71790113